# Кінець століття
Кінець століття (фр. Fin de siècle) — французький термін, що означає нові, радикальні творіння чи «плоди» наприкінці старої ери. Йдеться про кінець ХІХ — початок XX століття. У поширеному вжитку поняття застосовувалося в будь-яких поєднаннях: «краватка кінця століття», «жінка кінця століття», «злочин кінця століття».
Уже на початку 1890-х років іменування «кінець століття» стало використовуватися критиками, письменниками, діячами мистецтва для позначення не стільки часового відрізка, скільки особливих світоглядних настроїв. Вираз «fin de siècle» (як і «кінець століття») розуміється як сукупність провідних культурних тенденцій 1880-х і 1890-х років, зокрема песимізму, цинізму, втоми від життя, «широко поширеного переконання в тому, що цивілізація веде до декадансу». Термін також часто застосовується для позначення стану французького мистецтва цього періоду, адже саме в мистецтві можна прослідкувати притаманні йому культурні ознаки. Загалом цей рух вплинув на низку європейських країн і був поширений не лише у Франції. Ідеї, передані через мистецтво того часу, стали підґрунтям до появи таких рухів, як символізм та модернізм.
Песимізм займає окреме місце в філософських працях Артура Шопенгауера, які вплинули на багатьох британських митців. Покликання на песимізм є також і у творах Оскара Вайлда, що демонструє актуальність цієї теми серед британців того періоду.
Поширення в Британії набуло і мистецтво декадансу, якому характерні збоченість, тобто інтерес до чогось неприродного, штучність, зокрема надання переваги абстрактному, надмірна символічність, егоїзм, цікавість до аморальності. Мистецтво декадансу залишало за глядачем право самостійно інтерпретувати зображене і не мало на меті нав'язати певний сенс.
До явищ кінця століття відносили індивідуалізм, відмову від суспільного життя і загальноприйнятих моральних норм, різноманітні прояви «занепаду». Роздуми про особливості епохи і їх причини склали основний або значний вміст творів таких мислителів, як Фрідріх Ніцше, Макс Нордау, Бенедетто Кроче, Ханс Дельбрюк та інших. Політична культура fin de siècle вважається доволі суперечливою, оскільки вона вплинула на становлення фашизму, сприяла розвитку геополітики, зокрема теорії Lebensraum. Настрої тогочасного суспільства виражались в повстаннях проти матеріалізму, раціоналізму, позитивізму, буржуазного суспільства та ліберальної демократії. Воно вважало, що цивілізація перебуває в кризі, яку необхідно подолати.